# Da Nang Lufthavn
Da Nang Lufthavn (IATA:DAD, ICAO:VVDN) ligger på Da Nang, Vietnam.

## Airlines and destinations
- Asiana Airlines (Seoul-Incheon) (fra 2. juli 2008)
- Far Eastern Air Transport (Taipei-Taiwan Taoyuan)
- Pacific Airlines (Ho Chi Minh-byen)
- PBair (Bangkok-Suvarnabhumi)
- SilkAir (Singapore)
- Vietnam Airlines (Buon Ma Thuot, Hanoi, Ho Chi Minh-byen, Nha Trang, Pleiku, Qui Nhon)

| Luftfart | Spire Denne artikel om flyvning er en spire som bør udbygges. Du er velkommen til at hjælpe Wikipedia ved at udvide den. |